# Червінськ-над-Віслою
Червінськ-над-Віслою (пол. Czerwińsk nad Wisłą) — місто в Польщі, в гміні Червінськ-над-Віслою Плонського повіту Мазовецького воєводства.
Населення — 1089 осіб (2011).
Мало міські права у 1373-1870 роках. Статус міста поновлено 1 січня 2020 року.
У 1975-1998 роках село належало до Плоцького воєводства.

## Демографія
Демографічна структура станом на 31 березня 2011 року:
|          | Загалом | Допрацездатний вік | Працездатний вік | Постпрацездатний вік |
| -------- | ------- | ------------------ | ---------------- | -------------------- |
| Чоловіки | 522     | 104                | 353              | 65                   |
| Жінки    | 567     | 105                | 306              | 156                  |
| Разом    | 1089    | 209                | 659              | 221                  |